# Lawrence Moss
Lawrence Kenneth Moss (* 18. November 1927 in Los Angeles; † 24. Juni 2022) war ein US-amerikanischer Komponist und Musikpädagoge.

## Leben und Werk
Lawrence Moss absolvierte bis 1949 die University of California in Los Angeles (B.A. 1949), die Eastman School of Music der University of Rochester (New York) (M.A. 1951) und wieder die University of Southern California in Los Angeles (Ph.D. in Komposition 1957). An letztgenannter Institution studierte er bei Leon Kirchner und Ingolf Dahl.
Von 1956 bis 1959 wirkte er als Instructor am Mills College in Oakland und von 1960 bis 1966 als Assistant Professor an der School of Music der Yale University in New Haven. Hier wurde er 1968 Associate Professor. Seit 1969 lehrte er am College Park der University of Maryland. Zu seinen bemerkenswerten Schülern gehörten Jeffrey Mumford, Liviu Marinescu, Julia Stilman-Lasansky und Susan Cohn Lackman.
Lawrence Moss komponierte Opern-, Instrumental- und elektronische Musik. Er schrieb die komische Kammeroper The Brute (Norfolk/Conn. 1963) und die Oper The Queen and the Rebels (1968). Weitere Kompositionen von Moss sind die Sonate für Violine und Klavier (1959), Four Scenes für Klavier (1963), Three Rilke Songs (1963), Music for Five für Blechbläserquintett (1965), Scenes für kleines Orchester (1965), Windows für Flöte, Klavier und Kontrabass (1966), Omaggio für Klavier zu vier Händen (1967), Rememberances für Kammerensemble (1968), Patterns für Flöte, Klarinette, Viola und Klavier (1968), Exchanges für Kammerensemble (1968).